# Thianella
Thianella Strand, 1907 è un genere di ragni appartenente alla famiglia Salticidae.

## Etimologia
Il nome è un'alterazione vezzeggiativa del genere Thiania C. L. Koch, 1846, con il quale sembra avere varie peculiarità in comune.

## Caratteristiche
Dell'unico esemplare maschile descritto da Strand nel 1907 non ne esistono disegni accurati, per cui lo stesso posizionamento nella famiglia Salticidae è da mettere in dubbio. L'aracnologo Roewer, nel 1954, lo pose in correlazione con Thiania C. L. Koch, 1846

## Distribuzione

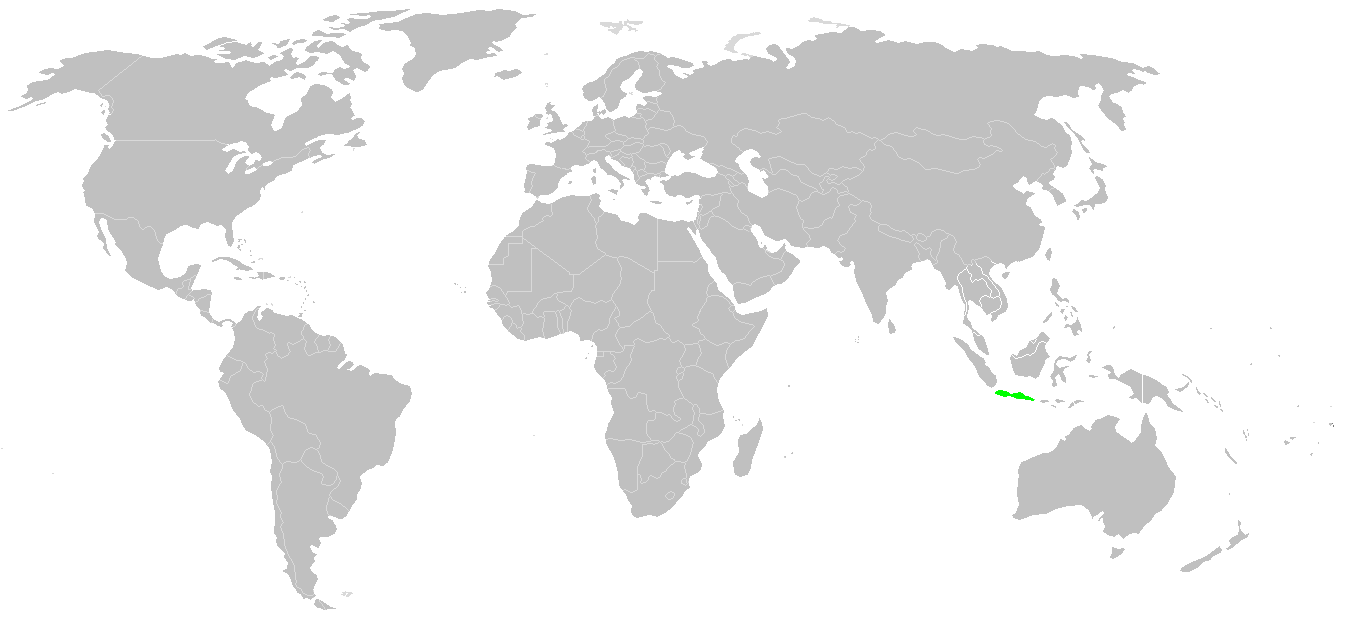
Areale

L'unica specie oggi nota di questo genere è endemica dell'isola di Giava.

## Tassonomia
A dicembre 2010, si compone di una specie:
- Thianella disjuncta Strand, 1907[3] — Giava